# レメゲトン
『レメゲトン』（Lemegeton Clavicula Salomonis）とは悪魔や精霊などの性質や、それらを使役する方法を記したグリモワールの一つ。
『ソロモンの小さな鍵』（Lesser Key of Solomon）ともいう。また、しばしば『ソロモン王の鎖骨』とも訳されるが、これは "Clavicula" を「鎖骨」の意味に取った解釈である。

## 内容構成
以下の5部からなるが、もともとそれぞれ別個に成立した後に合本されたもので、相互の関連は薄い。

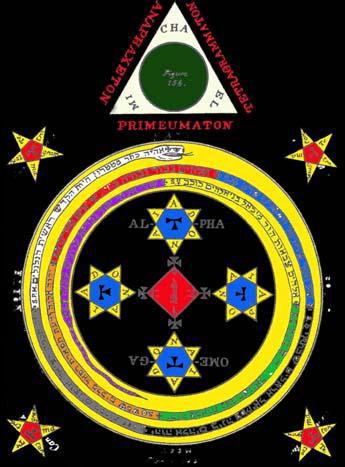
72の悪霊の召喚に使用される魔法円と三角形

ゴエティア (Goetia)
悪魔についての書。ソロモン王がいかにして悪魔を使役し名声を得たかを記し、その悪魔の性質や使役方法を述べる。レメゲトンのなかでも特に有名で、しばしばこれ単独で『レメゲトン』『ソロモン王の小さき鍵』と呼ばれる。Goetia とは、古代ギリシア＝ローマにおける「呪術」「妖術」を指すギリシア語 γοητεία（ゴエーテイア）のラテン語形で、ルネサンス期には悪霊の力を借りる儀式魔術とほぼ同義であった。これは今日の魔術でいう喚起魔術、すなわち悪魔などの人間より下位の霊的存在を使役する魔術作業に相当する。
テウルギア・ゴエティア（Theurgia Goetia）
悪魔と天空の精霊についての書。つまりこの書は善悪双方の精霊の使役法を記したものである。Theurgia とは、古代の新プラトン学派の人々が行ったとされる、神霊を勧請する祈祷などの儀式的実践である θεουργία（テウルギア）のラテン語形である。降神術、神働術、動神術、神通術とも訳される。これは今日の魔術でいう召喚魔術、すなわち神など人間より上位の霊的存在による魔術作業に相当する。『学問のむなしさと不確かさについて』において儀式魔術を含むあらゆる学術を批判したアグリッパは、儀式魔術にはゴエティアとテウルギアの2部門があるとし、前者を「不浄の霊との交渉による業」、後者を「善天使に導かれた業」（と多くの人がみなしている魔術）として論じている。
アルス・パウリナ（Ars Paulina）
惑星時間を支配する精霊、黄道十二宮360度の角度一つ一つに宿る精霊や十二宮の中の惑星など、星に関する魔術についての書。ゴエティアが悪しき精霊を、テウルギア・ゴエティアが善悪双方の精霊を取り扱っているのに対し、こちらは善なる精霊のみを取り扱っている。そのため『ソロモン王のテウルギアの書 第一章』とも呼ばれる。なお Ars Paulina とは「聖パウロの術」の意味で、一説にはこれがパウロによって発見されたともいう。
アルス・アルマデル・サロモニス（Ars Almadel Salomonis）
天の四つの高度と黄道十二宮360度を支配する大精霊についての書。これもアルス・パウリナと同じく善なる精霊のみを取り扱っており、『ソロモン王のテウルギアの書 第二章』とも呼ばれる。Ars Almadel とは「アルマデルの術」という意味である。このアルマデル（Al-madel）というアラビア語がどういう意味かははっきりしていないが、本書では魔術に用いる蝋板を「ソロモンのアルマデル」と称している。
アルス・ノウァ（Ars Nova）
ソロモン王が神殿の祭壇で行っていた祈りの書とされ、魔術一般と聖なる知識について記されている。大天使ミカエルが、稲妻とともにソロモン王に授けたという。また、ソロモン王はこれと同時に多くの神からの手記を受け取っており、これによって名高い智恵を得たという。Ars Nova とは「新しき術」の意。また「名高き術」（Ars Notoria）、「書記術」（Ars Notaria）とも言う。

## 諸本
以下は現存するレメゲトンの英語古写本のリストである。いずれもロンドンにある図書館に収蔵されている。
| 写本               | 所在             | 作成年代      | 筆記者                   | 備考                                                                 |
| ------------------ | ---------------- | ------------- | ------------------------ | -------------------------------------------------------------------- |
| スローン MS 3824   | 大英図書館       | 不明          | 不明                     | 未完成なレメゲトンの断片を含むもの。イライアス・アシュモールの蔵書。 |
| スローン MS 3825   | 大英図書館       | 1640/1年      | 不明                     | ジョゼフ・H・ピーターソン編集版『ソロモンの小鍵』の主要底本。        |
| スローン MS 3648   | 大英図書館       | 17世紀        | 不明                     | アグリッパとパラケルススの抜粋を含む。                               |
| スローン MS 2731   | 大英図書館       | 1686/7年      | 不明                     | 多くの現代版の底本。第5部がなく不完全。                              |
| ハーリー MS 6483   | 大英図書館       | 1712年-1713年 | ピーター・スマート       | スキナー＆ランキン『ラッド博士のゴエティア』に収録。                 |
| ウェルカム MS 4665 | ウェルカム図書館 | 19世紀        | フレデリック・ホックリー | エベニーザー・シブリーの蔵書から写したもの。断片のみ残存。           |
| ウェルカム MS 3203 | ウェルカム図書館 | 1843年        | ヘンリー・ドーソン・リー | フレデリック・ホックリーの写本の写し。第2部まで。                    |